# 東

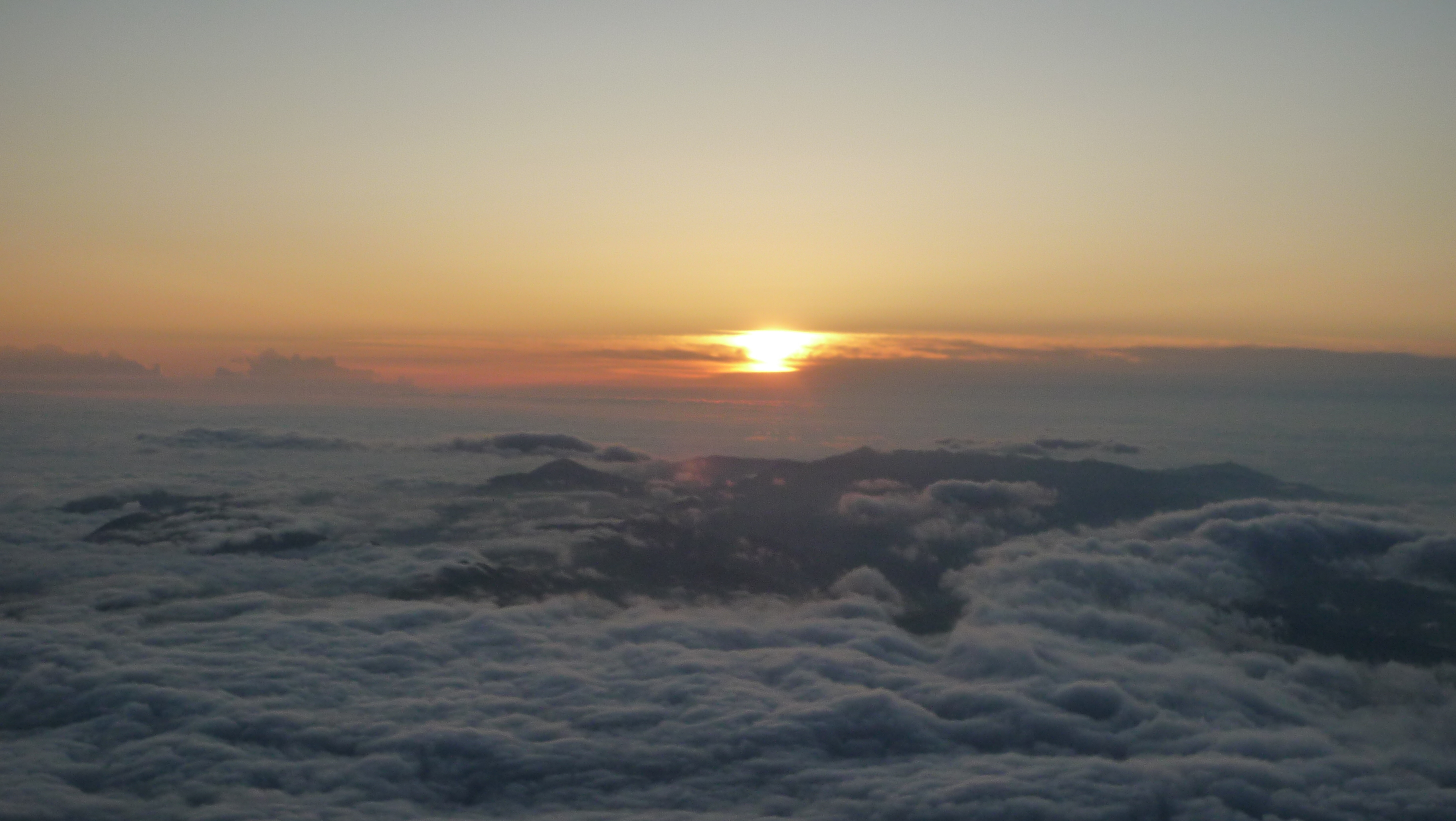
富士山からのご来光（日の出）

東（ひがし）は、四方位の一つで、極地以外でおおよそ太陽が昇る方位であり、地球の自転する方位である。反対の方位は西。
南北が絶対的な位置関係にあるのに対して東西は相対的な位置関係にある。
角度では、東は90°となり（北を0°＝360°として、時計回りに測る）、時刻では、東は夜明けを表す。
地図では、右側を東とする事が多い。ただし、星図では逆に左側を東とする。
語源は太陽が登る方角という意味の「日向かし」（ヒムカシ、日向か風[ヒムカシ]説もあり）。なお沖縄方言では太陽が上がる方角という意味で「アガリ」と言う。

## 呼称
「東」(east) という語は、特定地域内で東寄りの地域を指す。地球上ではアジアの漢字圏を、東洋、極東地域などとして、東方と解釈されている。東洋、特に中近東はオリエント（Orient）と呼ばれたが、元来は「日が昇る地」を意味する。
ヨーロッパでは、米ソ冷戦時代にソ連に与した国々が東欧に集まっていた事から、これらの国々を「東側諸国（Eastern Bloc）」と呼んだ。
日本国内においては、平安時代に、京都（畿内）の貴族は、関東を「あづま（現代仮名遣い：あずま）」（東）と称した。一般に、東国は関東を指し、東日本は関東や東北を指す。
「あずま」の語源は、日本武尊が東征に赴いている中、関東に行く際に海を渡り、その時に海が荒れたために日本武尊の妻、弟橘媛が海に身を投げて海神を鎮めた。そして日本武尊が碓氷峠に辿り着いた時、関東の方を見て「吾嬬（あずま）はや」つまり「わが妻はもういないのか」と言ったのが語源であるとの伝説がある。また、太陽が昇り明るくなっていく方向として、「明け端(アケツマ)」を語源とする説もある。

## 東に関する項目
- 「東」という漢字は両端を縛った袋の形を象る象形文字で、この文字を方角を指す単語に当てるのは仮借による。『説文解字』では木の間から日が出る様子を描いたものと説明されているが、甲骨文字や金文の形を見ればわかるようにこれは誤った分析である。[2]
- 日が昇る方位である点から、東は「成長」や「繁盛」に例えられることがある。部屋の間取りでも、東向きは南向きとともに好まれる。
- 日の出の方位から「生」または「復活」を象徴し、西（日没）の象徴「死」と対照的に用いられることが多い。死と再生の神も参照。
- 色では、東は緑で表されることが多い。例えば、相撲の土俵では、東には緑の房を付ける。五行思想でも、東は緑で表され、東の守護神は青竜（green dragon）である。
- 高速道路の名前の後にある文字。京都東インターチェンジなど。
- 鉄道の駅名では名前の後に方位を付けるのは少数派（堺東駅、中野東駅など）であり、ほとんどは名前の前に付ける（東浦和駅、東静岡駅など）。
- 日本の皇室では、皇居の東側に居所を置く習慣があったので、皇太子を「東宮」という。
- 麻雀牌の字牌に「東」がある。読みは「ひがし」または「トン」。
- 旧ソ連による世界初の有人宇宙船「ヴォストーク（露: Восток）」は、「東」を意味するロシア語の普通名詞。
- 大相撲の番付で同地位では、東が西より格上である。
- 東から吹く風は古語では「東風（こち）」。菅原道真「東風吹かば にほひおこせよ 梅の花…」
- 名字にも多く使われ、「あずま」または「ひがし」と読まれる。